# Parroquia de San Miguel Arcángel
La Parroquia de San Miguel Arcángel es una iglesia parroquial con estilo neogótico que se localiza en la ciudad de San Miguel de Allende, en el estado de Guanajuato, México. Es un edificio construido en 1709, sin embargo su fachada actual de color rosa se realizó entre los años 1880 y 1890 por Zeferino Gutiérrez. Es actualmente el símbolo principal de la ciudad, siendo de los templos religiosos más representativos del país.

## Descripción
La construcción de la parroquia inició en el siglo XVII, siendo una modesta capilla que atendía a los fieles de San Miguel de Allende. En ese entonces, la ciudad era conocida como San Miguel El Grande y era un importante centro comercial y cultural en el corazón de México. En 1683 se había concluido ya el cuerpo principal de la parroquia, aunque se encontraba deteriorado un muro, además de que le faltaba la torre y el retablo del altar mayor. La obra fue dirigida por el arquitecto Marco Antonio Sobrarías de acuerdo a los parámetros, normas y estilo establecido en la época: el barroco. Con el paso de los años y el crecimiento de la población, se hizo evidente la necesidad de una iglesia más grande y representativa.
La iglesia se construyó sobre una anterior, que en 1680 y 1690 se encontraba nuevamente en ruinas, por lo que se puso en marcha otro proyecto arquitectónico que culminó aprox. en 1709. Entre 1880 y 1890, Zeferino Gutiérrez, maestro cantero, construyó la actual fachada de la parroquia de estilo neogótico. Zeferino Gutiérrez se inspiró para su diseño en dibujos, grabados y tarjetas postales de catedrales europeas y logró combinar elementos góticos con otros de estilo indígena, integrando así la cultura y tradiciones locales en la arquitectura de la parroquia. Se derribaron las torres construidas entre los siglos XVII y XVIII para construir las torres que se encuentran en la actualidad. La resultante fantasía neogótica, cuyas torres se pueden ver de casi cualquier lugar de la ciudad, ha hecho de la parroquia una de las iglesias más fotografiadas de México. De manera general, se transformó la portada, los nichos, la ventana coral, el atrio, la torre campanario del reloj y los altares del interior.
La construcción y remodelación de la Parroquia de San Miguel Arcángel no solo fue un proyecto arquitectónico, sino también un símbolo de la identidad y devoción de los habitantes de San Miguel de Allende. Durante muchos años, la iglesia fue el punto de encuentro y el corazón espiritual de la comunidad. En su interior albergaba importantes altares y retablos que eran objeto de veneración y adoración.
En el siglo XX, San Miguel de Allende se convirtió en un importante destino turístico, atrayendo a artistas, escritores y extranjeros interesados en la cultura y el patrimonio mexicano. La parroquia se convirtió en un ícono de la ciudad y su imagen comenzó a ser ampliamente difundida en todo el mundo.

## Galería de imágenes

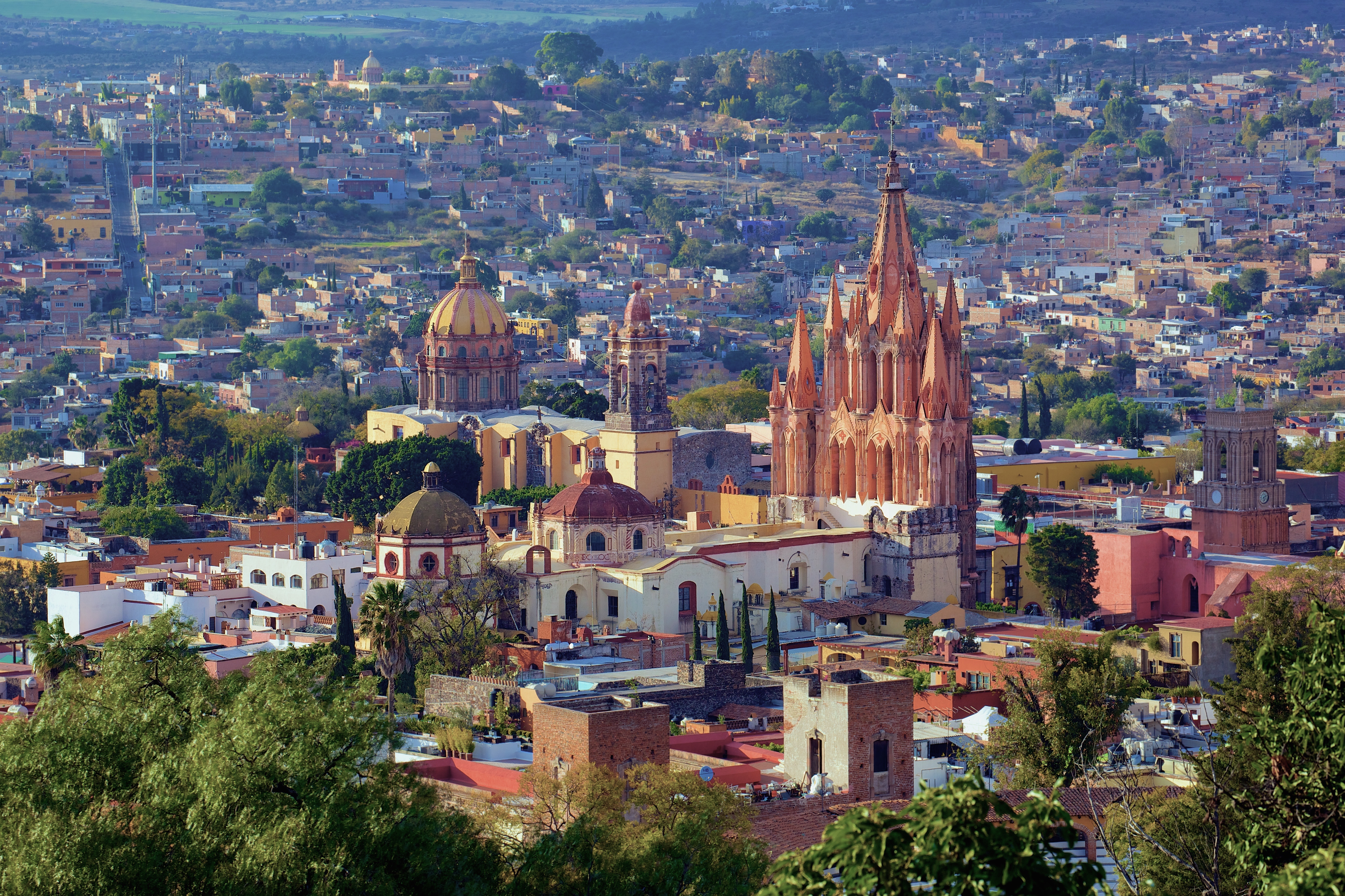
Panorámica de San Miguel de Allende, con la Parroquia de San Miguel Arcángel.
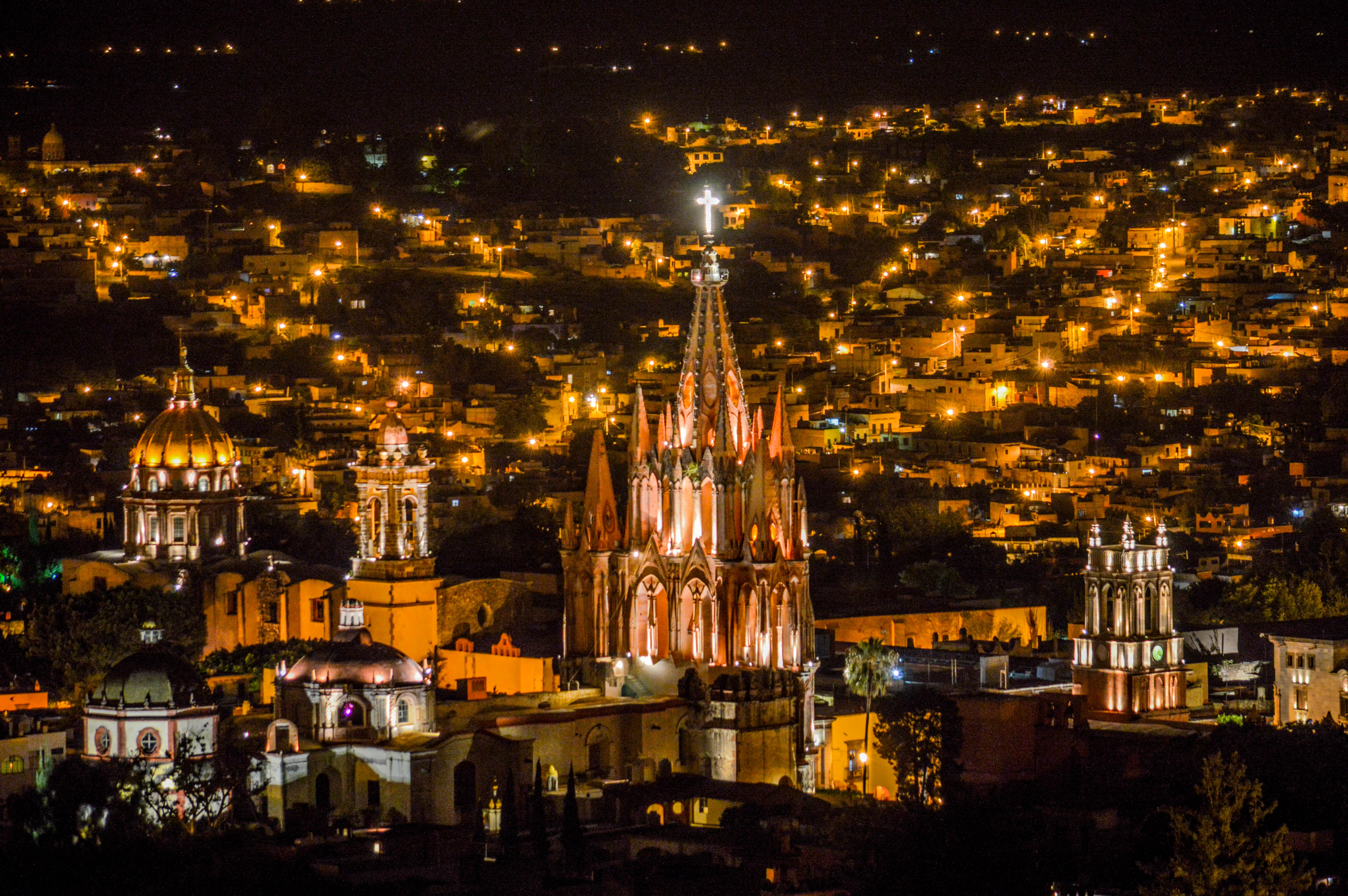
Panorámica nocturna de San Miguel de Allende, con la parroquia de San Miguel Arcángel.
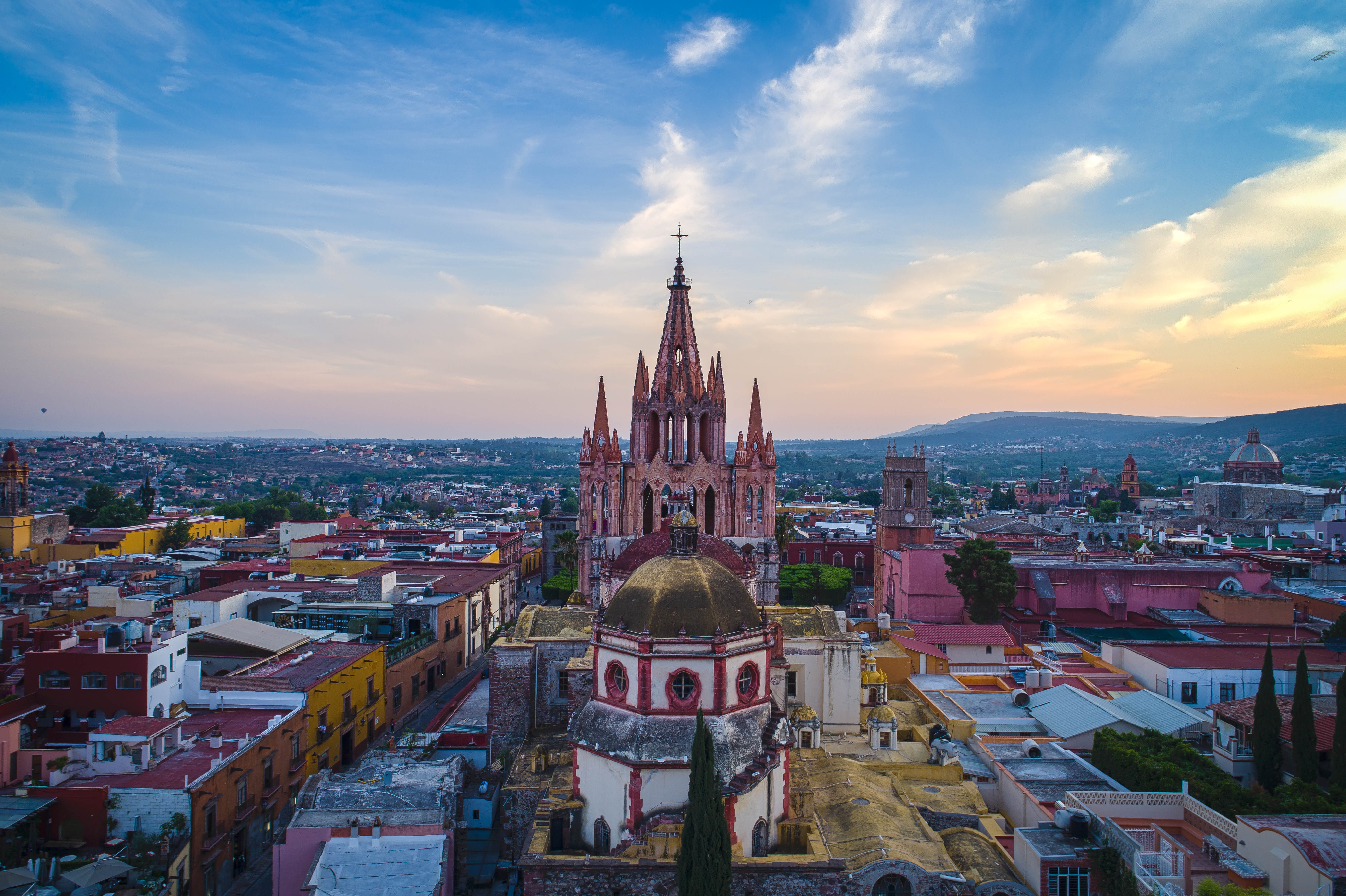
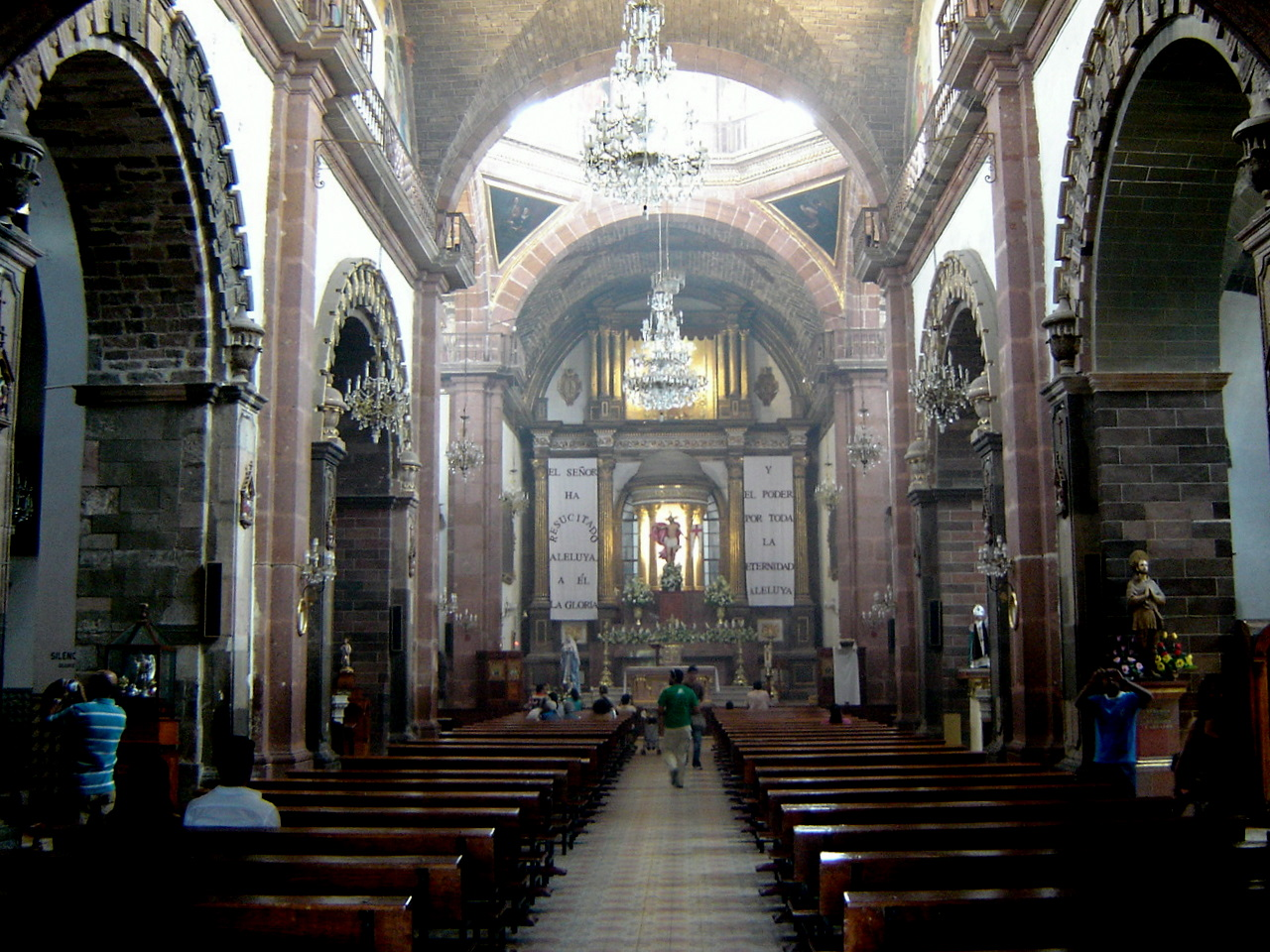
Interior de la Parroquia de San Miguel Arcángel.